# Linum macrocarpum
Linum macrocarpum är en linväxtart som beskrevs av C. M. Rogers. Linum macrocarpum ingår i släktet linsläktet, och familjen linväxter. Inga underarter finns listade i Catalogue of Life.